# Josh Mathews
Josh Lomberger (né le 25 novembre 1980 à Sea Isle City dans le New Jersey), plus connu sous le nom de Josh Mathews, est un catcheur (lutteur professionnel) et commentateur américain de catch. Il travaille actuellement à Impact Wrestling.
Il est connu pour avoir travaillé à la World Wrestling Entertainment en tant que commentateur de 2001 à 2014.

## Carrière

### World Wrestling Entertainment (2001-2014)
Josh commence dans Tough Enough, le premier show de télé-réalité de la WWE, en 2001. Il ne gagne cependant pas, mais il impressionne Al Snow et Tazz. Après Tough Enough, il acquiert une bonne expérience dans les shows indépendants X Wrestling Federation, qui étaient gérés par Jimmy Hart.
Il est finalement engagé par la WWE, qui lui confie le rôle de présentateur et d'interviewer de WWE SmackDown et d'annonceur de WWE Velocity. En 2004, il commence sur le ring quand JBL le gifle pour avoir manqué de respect à son chef de cabinet Orlando Jordan. Il accepte d'être le partenaire de Booker T dans un épisode de Smackdown et l'équipe remporte le match.
Il a été ensuite agressé par l'équipe de JBL et demande au General Manager Teddy Long un match contre Orlando Jordan. Il remporte ce match grâce à l'aide de Booker T. Lors des Survivor Series 2004, il essaye d'aider Booker T face à JBL pour le Championnat de la WWE, mais sans réussite.
Il eut une histoire avec l'ancien arbitre Tim White, après Armageddon 2005.
Depuis 2006, il est commentateur de la Florida Championship Wrestling, la fédération de développement de la WWE. Il remplace Todd Grisham à RAW le temps d'un soir et présente tous les samedis le Weekly Top Five sur le site de la WWE jusqu'à sa fin en 2009. Il anime également les pré-shows des PPV.
En 2009, il remplace à la ECW Todd Grisham, parti à WWE SmackDown. Il fait équipe avec Matt Striker et ensuite Byron Saxton et lors de WWE Superstars le jeudi soir jusqu'à la fermeture de la ECW.
Après la fermeture de la ECW le 16 février, il devient le premier commentateur du second show de télé-réalité WWE NXT en équipe avec Michael Cole.
Il devient commentateur de WWE SmackDown à plein temps en compagnie de Michael Cole et de Booker T .
Depuis novembre 2011, Josh Matthews commente NXT, en compagnie de William Regal. Il n'est actuellement plus commentateur à SmackDown aux côtés de JBL. Il est désormais intervieweur dans les coulisses.
Il a été libéré par la WWE le 25 juin 2014.

### Total Nonstop Action Wrestling/Impact Wrestling (2014-...)

#### Débuts et commentateur (2015-2021)
Il fait ses débuts en tant que commentateur au nouveau show Destination America aux côtés de Tazz, il y remplace The professor Mike Tenay qui est repris dans un nouveau segment de la marque. 
Le 2 juillet 2017 lors de Slammiversary XV, il perd avec Scott Steiner contre Jeremy Borash et Joseph Park au cours d'un No Disqualification. 

#### Manager de Matt Sydal (2018)
Le 15 mars à Impact, Matt Sydal lui offre le Impact Grand Championship. Le 29 mars à Impact, il perd le titre lorsque Matt Sydal perd son match contre Austin Aries. Le 12 avril à Impact, il perd contre Petey Williams par disqualification.

#### Senior Producteur (2021-...)
Le 13 janvier 2021, Impact Wrestling annonce qu'il est promu producteur senior et il est remplacé aux commentaires par D'Lo Brown et Matt Striker à partir de Hard to Kill.

## Palmarès
Impact ! Wrestling
- Impact Grand Champion (1 fois)